# Killing in the Name
«Killing in the Name» (рус. Убийство во имя) — песня американской рок-группы Rage Against the Machine. Вошла в их дебютный альбом Rage Against the Machine и была также издана отдельным синглом (это был первый сингл с вышеназванного альбома).
Журнал «Ролинг Стоун» поместил эту песню на 24 место своего списка «Величайших гитарных песен».
Кроме того, в 2014 году британский музыкальный журнал New Musical Express поместил песню «Killing in the Name» в исполнении группы Rage Against the Machine на 98 место своего списка «500 величайших песен всех времён».
В обновлённом списке журнала Rolling Stone песня "Killing in the Name" заняла 207-е место. (2024)

## Композиция
По описанию из книги The Rough Guide to Rock, песня «Killing in The Name» — «воющая, бранная тирада против болезней американского общества».
Том Морелло придумал самые тяжёлые гитарные риффы этой песни, когда обучал ученика гитарному строю Drop D. Он прервал урок, чтобы этот рифф (или несколько риффов) записать.

## Значение
В марте 2023 года группа авторов американского издания Rolling Stone включила титульную песню в список «100 величайших хеви-метал песен всех времён». В этом рейтинге она заняла 38-ю позицию, заметку о ней составил Энди Грин.